# Напуштени анђео
Напуштени анђео (шп. Cuidado con el angel) мексичка је теленовела, продукцијске куће Телевиса, снимана током 2008. и 2009.
У Србији је приказивана током 2009. на телевизија Пинк.

## Синопсис
Марију Хесус Маричуј мајка је одмах по рођењу дала свештенику јер је веровала да умире. Са 15 година она бежи из сиротишта и живи на улици борећи се да преживи, али једног дана напада је пијанац, након чега она има трауме од мушкараца и ноћне море. Канделарија нуди девојци свој дом и према њој се односи као мајка. Маричуј завршава на суду, а од затвора је спасава психоаналитичар Хуан Мигел Сан Роман, који жели да јој помогне у животу и тако је узима под старатељство. Она мора да живи у кући са њим, његовом кћерком Мајитом и таштом Онелијом.
Иако Хуан Мигел верује да је удовац, његова прва жена Вивијана је жива и путује светом, а њена мајка за то време загорчава живот Маручуји. Како време пролази, Хуан Мигел и Маричуј се заљубљују и венчавају, али већ јутро након свадбе она схвата да је њен муж у ствари мушкарац који ју је напао када је била девојчица и бежи од њега. Касније сазнаје да је трудна и када то покуша да саопшти Хуан Мигелу, он не жели да је саслуша јер јој не верује, а и њихов брак није важећи будући да се Вивијана вратила у његов живот глумећи да има амнезију.

## Улоге
| Глумац:              | Улога:                       |
| -------------------- | ---------------------------- |
| Маите Перони         | Марија де Хесус Маричуј      |
| Вилијам Леви         | Хуан Мигел Сан Роман         |
| Лаура Запата         | Онелија Монтенегро           |
| Шерлин               | Росио Сан Роман Бустос       |
| Најлеа Норвинд       | Вивијана Мајер               |
| Елена Рохо           | Сесилија Сантос де Веларде   |
| Абрахам Рамос        | Адријан Гонзалес             |
| Африка Завала        | Елса Малдонадо               |
| Ана Исабел           | Беатрис де Гарибај           |
| Ана Патрисија Рохо   | Естефанија Рохас             |
| Артуро Кармона       | Амадор Роблес                |
| Беатриз Агире        | Маријана де Сан Роман        |
| Беатриз Монрој       | Касилда Лопез                |
| Хорхе де Силва       | Едуардо Гарибај              |
| Евита Муњос „Чачита“ | Канделарија Мартинез         |
| Мигел Корсега        | Отац Анселмо #1              |
| Ектор Гомес          | Отац Анселмо #2              |
| Ребека Манрикез      | Олга Каманчун                |
| Рикардо Блуме        | Патрисио Веларде             |
| Росио Банкелс        | Исабела Рохас                |
| Катарина Келерман    | Беки де Перез                |
| Маурисио Мехија      | Израел Перез                 |
| Хеорхина де Салгадо  | Пурита                       |
| Елизабет Дупејрон    | Луиса Сан Роман де Малдонадо |
| Виктор Норијега      | Данијел Веларде              |
| Оскар Травен         | Франциско Малдонадо          |
| Родрига Мехија       | Нелсон Акуња                 |
| Илиш Алексис         | Хуанито                      |
| Сара Монтес          | Балбина                      |
| Сараја Меса          | Мајита Сан Роман             |
| Хесус Море           | Висенте Михарес              |
| Ренате Флорес        | Мартирио                     |
| Рене Стриклер        | Омар Контрерас Леопардо      |
| Маја Мишалска        | Бланка Силва Ивет Дорлеак    |
| Мишел Вит            | Ана Хулија Виљасењор         |
| Карлос Камара Јуниор | Симаро                       |
| Мари Кармен Вела     | Мими                         |
| Вања Пардо           | Дора                         |
| Ампаро Гаридо        | Клеменсија                   |
| Тео Тапија           | др Дуранд                    |
| Франсиско Рубио      | Рафаел Симаро                |
| Рафаел дел Виљар     | Томас Михарес                |